# Atyria reducta
Atyria reducta là một loài bướm đêm trong họ Geometridae.